# Psamment

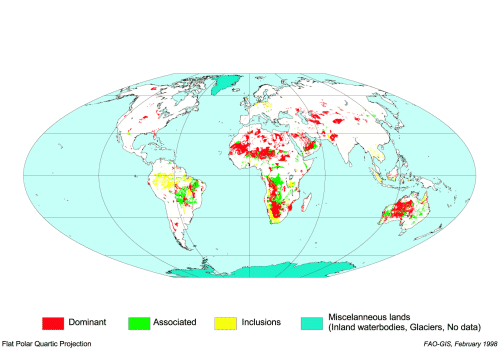
Distribución de arenosoles a nivel mundial

En el sistema del USDA Soil Taxonomy,  un Psamment se define  como un  Entisol  consistente básicamente de depósitos no consolidados de arena,  hallados con frecuencia en médanos  y también en áreas de material parental texturado muy grueso, sujeto a millones de años de meteorización.  Este último caso es característico de las alturas de Guyana, del norte de Sudamérica. 
Un Psamment  no distingue los horizontes del perfil de suelo,  y debe consistir enteramente de material de arena franca o gruesa en textura.  En la World Reference Base for Soil Resources (WRB), la mayoría de los Psamments pertenece a los Arenosols. Los Psamments de origen aluvial son mayormente Fluvisols.
Los Psammentes cubren 3,4 %  de la superficie global de tierra arable.  Se hallan en todo el mundo, siendo especialmente abundantes en los desiertos de África y de Australia, y en paisajes ancianos del este de Sudamérica. Hay áreas dominadas por Psammentes en otras regiones húmedas, notablemente en Florida y Nebraska (las Colinas Arenosas). 
Los Psammentes tienen típicamente muy baja capacidad de retención de agua, debido a que la arena en el suelo  no está graduada, por lo que no hay variaciones texturales, y es constantemente mezclada impidiendo la estratificación. Como muchas arenas son altamente silíceas,  los Psammentes son extremadamente pobres en todos los  nutrientes esenciales,  especialmente fósforo y suelen ser altamente ácido, salvo en clima muy árido.  Los Psammentes formados de resultas de erosión glacial  (común en el norte de Europa) pueden ser algo más ricos en fertilidad por su juventud,  pero por supuesto con mucha menos fertilidad que la mayoría de los suelos de las regiones donde están.
La vegetación en Psammentes varían enormemente por la variedad de climas,  per en muchos casos están muy bien adaptados al clima, como con las Fynbos de la región del Cabo en Sudáfrica - famosa por su gran biodiversidad  y con las especies como kwongan del sudoeste de Australia Occidental. Las campinas  y kerangas son selvas tórridas típicas de psammentes en Sudamérica y en Borneo.
Pocos Psammentes son tierra arable,  y donde se cultivan, es a un costo alto por los caros fertilizantes; y son siempre menos  productivos que otros suelos de la misma región, aún fertilizados, y requiere manejo cuidadoso debido a muy fáciles procesos erosivos.
En la Soil Taxonomy,  los Psamments se dividen en:
- Cryopsamments - Psammentes con un régimen de temperaturas de suelo  críico
- Quartzipsamments - Psammentes que poseen, en la fracción  0,02 a 2 mm más del 90 % (promedio ponderado) de  minerales resistentes
- Torripsamments - Psammentes con un régimen de humedad  arídico (o tórrico)
- Ustipsamments -  Psammentes con régimen de humedad  ústico
- Xeropsamments - Psammentes con régimen de humedad  xérico
- Udipsamments - Otros Psammentes